# Милорад Митковић
Милорад Митковић (Лебане, 7. јун 1950 — Ниш, 7. април 2021) био је српски ортопедски хирург, академик САНУ и професор хирургије на Медицинском факултету у Универзитета у Нишу. Обављао је функције директора Ортопедско-трауматолошке клинике Клиничког центра Ниш и потпредседника Огранка САНУ у Нишу. Био је члан Академије Медицинских наука СЛД-а, председник Српске трауматолошке асоцијације и гостујући професор у Швајцарској.

## Живот и каријера
Рођен је 7. јуна 1950. у Лебану, где је завршио основно школовање. Још као ђак испољио је интересовање за научна истраживања у области хемије, механике и биологије, и у лабораторији коју је сам осмислио, са својим вршњацима изводио је прве експерименте на жабама и псима. Као средњошколац бавио се израдом макета авиона и ракета (као авио-моделар), спортом (као члан атлетског клуба) и музиком (као члан градског оркестра).
На Медицинском факултету Универзитета у Београду дипломирао је 1975, а магистрирао 1984. године. Специјализацију из ортопедије похађао је у Универзитетском клиничком центру у Нишу од 1978. до 1982, а докторирао је 1987. године на Медицинском факултету Универзитета у Нишу. Студијске боравке реализовао је у Београду, Лондону, Оксфорду, Кембриџу, Улму, Хановеру, Бриселу, Москви, Риги, Тибингену, Давосу.
Био је запослен на Медицинском Факултету Универзитета у Нишу (од 2004. у звању редовног професора), а од 1994. до 2015. године био је директор Клинике за ортопедију и трауматологију КЦ Ниш.
За дописног члана САНУ изабран је 2012, а за редовног 2018. године. Од новембра 2018. године био је потпредседник Огранка САНУ у Нишу.
Био је у браку са спругом Горданом, такође лекарем, са којом је имао ћерку Марију и сина Милана, који су пошли очевим стопама и тренутно се као лекари налазе се на специјализацији и докторским студијама.
Преминуо је 7. априла 2021. године у 71. години живота у Клиничком центру у Нишу oд последица инфекције коронавирусом.

### Почасне функције
За живота Милорад Митковић је обављао бројне почасне функције од којих су му биле најзначајније:
- председник Српске трауматолошке асоцијације
- председник Удружења за изучавање спољне и унутрашње фиксације костију
- члан Академије медицинских наука СЛД,
- члан Међународног удружења ортопедских хирурга и трауматолога,
- члан Европске федерације националних асоцијација ортопеда и трауматолога,
- члан Америчке академије за ортопедску хирургију,
- члан Међународног удружења за продужење и реконструкцију екстремитета.

## Дело
Најзначајније научноистраживачке и практичне резултате, који су имали међународни одјек и признања, Милорад Митковић остварио је у области ортопедске хирургије и трауматологије, биомеханике, експерименталне хирургије, посебно у лечењу прелома костију, у корекцији различитих врста деформитета, у продужењу екстремитета применом „Митковићевог спољног фиксатора” и комбинацијом спољне и унутрашње фиксације, у артроскопској хирургији колена и уградњи вештачких кукова.
Реализовао 12 научних пројеката (од тога два у Швајцарској), у оквиру којих је патентирао 44 проналаска под својим именом (у земљи и иностранству). Објавио је преко 400 научних радова и шест књига.
Конструктор је система за спољну фиксацију костију који носи његово име („Фиксатор по Митковићу”), а који је, после испитивања у Југославији, Србији, Немачкој, Швајцарској, примењен на преко 25.000 пацијената у Србији и иностранству, укључујући и збрињавање рањеника у току сукоба на простору бивше Југославије.
Академик Митковић основао је школу спољне и унутрашње фиксације костију у Нишу, у којој се данас едукују бројни ортопедски хирурзи из земље и иностранства. Био је оснивач и шеф једне ортопедске клинике у Кувајту.
Највиши ниво хируршког рада Митковић је достигао у следећим областима:
- Корекција различитих врста деформитета укључујући конгениталне деформитете, деформитете после прелома, реуматоидног артрита, остеоартроза итд.,
- Продужење екстремитета, укључујући и она у циљу повећања раста ниских особа, како применом сопствених иновација са моторизованим унутрашњим фиксатором („Митковићевим спољним фиксатором” тако и применом комбинације спољне и унутрашње фиксације,[6]
- Артроскопска хирургија колена (први у Србији увео методу артроскопије)
- Уградња вештачких кукова (цементних, хибридних, бесцементних, код урођених исчашења итд.)

## Награде и признања
Митковић је добитник бројних међународних и домаћих награда и признања од којих су најзначајнија;
1. Прва награда за проналазаштво у СФРЈ (1989),
2. Златна медаља „Михајло Пупин“ (1994),
3. Златна медаља „Никола Тесла“ (1996),
4. Златна медаља „EUREKA“ у Бриселу (1990),
5. Велика златна медаља института за Ортопедију и трауматологију из Риге (1998),
6. Друга награда Светске организације за интелектуалну својину („WIPO“ – Женева) за најбољи патент (2014),
7. Најбољи хирург Србије и Медаља „Др Владан Ђорђевић” које додељује Војномедицинска академија (2015),
8. Велики печат Српског лекарског друштва (2015),
9. Златни знак Универзитета у Нишу (2014),
10. Награда „11. јануар” – највеће признање града Ниша (2012) и др.